# Vineland (New Jersey)
Vineland is een plaats (city) in de Amerikaanse staat New Jersey, en valt bestuurlijk gezien onder Cumberland County.

## Demografie
Bij de volkstelling in 2000 werd het aantal inwoners vastgesteld op 56.271.
In 2006 is het aantal inwoners door het United States Census Bureau geschat op 58.271, een stijging van 2000 (3.6%).

## Geografie
Volgens het United States Census Bureau beslaat de plaats een oppervlakte van
178,6 km², waarvan 177,9 km² land en 0,7 km² water.

## Plaatsen in de nabije omgeving
De onderstaande figuur toont nabijgelegen plaatsen in een straal van 16 km rond Vineland.

## Geboren
- Jillian Loyden (25 juni 1985), Amerikaans doelvrouw